# Krivány (Kisszebeni járás)
Krivány (szlovákul: Krivany) község Szlovákiában, az Eperjesi kerület Kisszebeni járásában.

## Fekvése
Kisszebentől 16 km-re északnyugatra, a Tarca bal partján, 426 m magasságban fekszik.

## Története
Írott forrásban 1301-ben említik először. A falu templomát a 14. század végén vagy a 15. század elején építették. 1615-ben a reformáció következtében evangélikus templom lett. A 17. században 10-12 nemesi család élt a faluban, melyeknek kisebb kúriájuk volt. A legnagyobb kastély a Dessewffy család 1635-ben épített kastélya. 1734-ben a község már újra tiszta katolikus. 1770-ben a templom részben leégett.
A 18. század végén Vályi András így ír róla: „KRIVA. vagy Krivani. Orosz falu Sáros Várm. földes Ura Dezsőfi Uraság, lakosai külömbfélék, fekszik Héthárshoz 2/4 mértföldnyire, Tarcza vize mellett, ’s az Uraságnak Kastéllyával díszesíttetik, Ispotállya is van, földgye jó, réttye, legelője, és fája is tűzre van, piatzozása Szebenben, Várállyan, és Héthárson.”
Fényes Elek 1851-ben kiadott geográfiai szótárában így ír a faluról: „Krivány, (Kriwgani), Sáros v. tót falu, Héthárshoz nyugotra 1/2 órányira, a Tarcza mellett: 870 kath., 31 g. kath., 62 zsidó lak. Kath. paroch. templom. Szép emeletes kastély. Termékeny határ, jó rétekkel, erdővel, vizimalmokkal. F. u. többen. Ut. post. Eperjes.”
A Dessewffy-kastély 1863-ig volt a család tulajdonában, ezután a Bornemissza családé lett.
A trianoni diktátum előtt Sáros vármegye Héthársi járásához tartozott.

## Népessége
| Év:            | 1994. | 2004.   | 2014.   | 2024.   |
| -------------- | ----- | ------- | ------- | ------- |
| Emberek száma: | 1061  | 1136    | 1222    | 1281    |
| Eltérés:       |       | +7,06 % | +7,57 % | +4,82 % |

| Év:            | 2023. | 2024.   |
| -------------- | ----- | ------- |
| Emberek száma: | 1265  | 1281    |
| Eltérés:       |       | +1,26 % |

1910-ben 960-an, többségében szlovákok lakták, jelentős magyar kisebbséggel.
2001-ben 1093 lakosából 969 szlovák és 98 cigány volt.
2011-ben 1215 lakosából 955 szlovák és 119 cigány.

## Neves személyek
- Itt született 1771-ben Dessewffy József országgyűlési követ, táblabíró, a Magyar Tudományos Akadémia igazgatósági és tiszteleti tagja.

## Nevezetességei
- Legrégibb műemléke az 1470 és 1520 közötti időben épített gótikus római katolikus templom. 1890-ben megújították, 1921-22-ben renoválták.
- A Dessewffy-kastély 1635-ben épült reneszánsz stílusban, később a Bornemissza családé lett. 1948-ban államosították, majd 1985-ben helyreállították. 1992-óta Bornemissza Kálmán tulajdona.
- A faluban egy malom is áll, mely egykor a Bornemissza családé volt.
- A falu központjában álló szabadtéri színpadon folklórfesztiválokat rendeznek.